# Star Wars: Bounty Hunter
Star Wars: Bounty Hunter, in Japan auch als Star Wars: Jango Fett veröffentlicht, ist ein von LucasArts entwickelter und veröffentlichter Third-Person-Shooter, der im Star-Wars-Universum angesiedelt ist. Er erschien im Jahr 2002 für die PlayStation 2 und den Nintendo GameCube.
Im Zentrum des Spiels steht der aus Episode II bekannte Kopfgeldjäger Jango Fett, der sich im Auftrag Count Dookus auf die Jagd nach der dunklen Jedi Komari Vosa macht.
Tester sahen das Spiel kritisch bis positiv. Häufig bemängelt wurden technische Schwächen, besonders im Grafikbereich sowie optisch eintönig gestaltete Umgebungen.

## Spielprinzip
Bounty Hunter ist ein Shooter, der aus der dritten Person gespielt wird. Der Spieler übernimmt die Rolle des Kopfgeldjägers und absolviert mit ihm mehrere weitläufige Level. Jeder Level besteht aus einem primären Ziel, das der Spieler erledigen muss, sowie mehreren optionalen Nebenzielen. Diese umfassen in erster Linie das Einsammeln von Kopfgeldern. Durch Nebenziele und versteckte Objekte, sogenannte Easter Eggs, schaltet der Spieler Bonusinhalte wie Konzeptzeichnungen frei.

## Rezeption
Die Rezeption des Titels fiel mäßig aus. Die Webseite Metacritic berechnete Metawertungen von 65 Punkten für die PlayStation- und 67 von 100 Punkten für die GameCube-Version.
Greg Kasavin testete beide Versionen und vergab für sie durchschnittliche Wertungen mit 5,4 respektive 6,5 von 10 Punkten. Er kritisierte an beiden Ausführungen, dass ihre einzige Stärke die Star-Wars-Lizenz sei. Technische und spielerische Aspekte des Spiels leiden dagegen unter größeren Problemen. So sei die Kameraführung von einer lästigen Automatik gesteuert, die oftmals in die falsche Richtung zeigt. Davon abgesehen seien häufig Grafikfehler zu bemerken. Aus spielerischer Sicht gestalte sich das Spiel zu zäh. Die Spielumgebungen seien zu ähnlich und die computergesteuerten Gegner zu schwach.
Matt Casamassina vom Online-Magazin IGN vergab eine hohe Wertung für die GameCube-Variante. Das Spiel sei sowohl technisch als auch spielerisch überzeugend. Eine Stärke des Spiels seien die großen Level, die durch Nebenziele und Easter Eggs zum mehrmaligen Spielen einladen. Wiederholende Elemente und Unsauberkeiten bei der Kameraführung seien da nur kleinere Übel. Jeremy Dunham, der die PlayStation-2-Ausführung testete, kam zu einem ähnlichen Urteil.